# Thuidium unguiculatum
Thuidium unguiculatum là một loài rêu trong họ Thuidiaceae. Loài này được (Hook. & Wilson) M. Fleisch. mô tả khoa học đầu tiên năm 1923.